# کیم هو جین
کیم هو جین (کره‌ای: 김호진؛ زادهٔ ۵ مه ۱۹۷۰) بازیگر و مجری برنامه آشپزی اهل کره جنوبی است.
کیم در درام‌های کره‌ای شکار آفتاب (۲۰۰۲)، دستمال جیبی زرد (۲۰۰۳)، کدبانوهای مدرن (۲۰۰۷)، دو همسر (۲۰۰۹) و نمی‌تونم بدون تو زندگی کنم (۲۰۱۲) نقش اصلی ایفا کرده‌است.

## زندگی شخصی
کیم هو جین با بازیگر کیم جی-هو در ۱۱ دسامبر ۲۰۰۱ در هتل هیلتون میلنیوم سئول ازدواج کرد. این زوج یکدیگر را در هنگام فیلم‌برداری فراتر از عشق در سال ۲۰۰۰ ملاقات کردند. دختر آنها در ۸ آوریل ۲۰۰۴ به دنیا آمد.